# 佐々木香織
佐々木香織 (ささき　かおり　1987年6月8日 - )は、京都府出身の女子サッカー選手。ポジションはゴールキーパー。

## 来歴
中学校時代は地元のクラブチーム、京都紫光サッカークラブの女子チームでプレー。同時に女子の年代別京都府トレセン･関西トレセンなどにも参加。2000年度の全日本女子ユース (U-15)サッカー選手権大会には、京都府の選手でありながら、兵庫県選抜チームの一員として大会に出場するという経験もしている。
中学校卒業後、単身鹿児島県にわたり、神村学園高等部に進学。同級生に園村奈菜がいる。2年時･3年時に全日本高等学校女子サッカー選手権大会で優勝を経験した。また2年時にU-18鹿児島県選抜チームにも選ばれ、全日本女子ユース (U-18)サッカー選手権大会にも出場した。
卒業後田崎真珠に就職し、同時にTASAKIペルーレFCに入団。シーズン途中で秋山智美が退団・引退後、2008年に同クラブが活動休止するまでの殆どの期間を、正GKとして過ごした。
2009年、地元京都府に戻り、バニーズ京都SCに入団。

## 個人成績
| 国内大会個人成績 | 国内大会個人成績 | 国内大会個人成績 | 国内大会個人成績 | 国内大会個人成績 | 国内大会個人成績 | 国内大会個人成績 | 国内大会個人成績 | 国内大会個人成績 | 国内大会個人成績 | 国内大会個人成績 | 国内大会個人成績 |
| 年度             | クラブ           | 背番号           | リーグ           | リーグ戦         | リーグ戦         | リーグ杯         | リーグ杯         | オープン杯       | オープン杯       | 期間通算         | 期間通算         |
| 年度             | クラブ           | 背番号           | リーグ           | 出場             | 得点             | 出場             | 得点             | 出場             | 得点             | 出場             | 得点             |
| 日本             | 日本             | 日本             | 日本             | リーグ戦         | リーグ戦         | リーグ杯         | リーグ杯         | 皇后杯           | 皇后杯           | 期間通算         | 期間通算         |
| ---------------- | ---------------- | ---------------- | ---------------- | ---------------- | ---------------- | ---------------- | ---------------- | ---------------- | ---------------- | ---------------- | ---------------- |
| 2006             | TASAKIペルーレ   | 16               | L・リーグ1部(L1) |                  |                  |                  |                  |                  |                  |                  |                  |
| 2007             | TASAKIペルーレ   | 16               | L・リーグ1部(L1) |                  |                  |                  |                  |                  |                  |                  |                  |
| 2008             | TASAKIペルーレ   | 16               | L・リーグ1部(L1) | 11               | 0                |                  |                  |                  |                  |                  |                  |
| 2009             | バニーズ京都     | 1                | L・リーグ2部(L2) |                  |                  |                  |                  |                  |                  |                  |                  |
| 通算             | 日本             | 日本             | 1部              |                  |                  |                  |                  |                  |                  |                  |                  |
| 通算             | 日本             | 日本             | 2部              |                  |                  |                  |                  |                  |                  |                  |                  |
| 総通算           |                  |                  |                  |                  |                  |                  |                  |                  |                  |                  |                  |

## タイトル
- 全日本高等学校女子サッカー選手権大会優勝 (2004年、2005年)

・国民体育大会優勝(2007年)
・全日本女子サッカー選手権大会優勝(2006年)

## 代表歴等
- U-15兵庫県選抜 (関西選抜) - 全日本女子ユース (U-15)サッカー選手権大会出場 (2000年)
- U-18鹿児島県選抜 - 全日本女子ユース (U-18)サッカー選手権大会出場 (2004年)
- 国民体育大会 兵庫県選抜 (2006-2008年)、京都府選抜(2009年)